# Dan Horia Mazilu
Dan Horia Mazilu (* 20. April 1943 in Pitești; † 16. September 2008 in Bukarest) war ein rumänischer Slawist, Romanist und Rumänist.

## Leben und Werk
Mazilu besuchte das Gymnasium in Pitești. Er studierte von 1961 bis 1966 in Bukarest slawische Sprachen und wurde 1972 promoviert mit der Arbeit Opera umanistului Udriște Năsturel în conetextul relațillor româno-slave. Er schlug zuerst die slawistische Universitätslaufbahn ein, forschte aber vornehmlich rumänistisch und wurde 1990 auf den Lehrstuhl für rumänische Literaturgeschichte der Universität Bukarest berufen (von 1996 bis 2004 auch Dekan). Mazilu galt als bedeutender Kenner der älteren rumänischen Literatur. 
Mazilu war korrespondierendes Mitglied der Rumänischen Akademie (2001).

## Werke (ohne Herausgebertätigkeit und Belletristik)
- Udriște Năsturel, Bukarest 1974
- Barocul în literatura română din secolul al XVII-lea, Bukarest 1976
- Cronicarii munteni. Cîteva modele de retorică a povestirii, Bukarest 1978
- Varlaam și Ioasaf. Istoria unei cărți, Bukarest 1981
- Literatura română în epoca Renașterii, Bukarest 1984
- Proza oratorică în literatura română veche, 2 Bde., Bukarest 1986–1987
- Vocația europeană a literaturii române vechi, Bukarest 1991
- Recitind literatura română veche, 3 Bde., Bukarest 1994–2000
- Literatura română barocă în context european, Bukarest 1996
- Noi despre ceilalți. Fals tratat de imagologie, Iași 1999
- O istorie a blestemului, Iași 2001
- Un Dracula pe care occidentul l-a ratat din istoria literaturii medievale, Bukarest 2001
- Dimitrie Cantemir. Un print al literelor, Bukarest 2001
- Voievodul dincolo de sala tronului. Scene din viața privată, Iași 2003 (http://www.oei.fu-berlin.de/geschichte/soe/rezensionsseite/rezension42.html, Rezension durch Peter Mario Kreuter)
- Studii de literatură română veche, Bukarest 2005
- Lege și fărădelege în lumea românească veche, Iași 2006
- Văduvele sau despre istorie la feminin, Iași 2008